# قورباغه‌ماهیان چهاردست‌وپا
قورباغه‌ماهیان چهاردست‌وپا (نام علمی: Tetrabrachiidae) نام یک تیره از راسته قلابچه‌ماهی است.